# 柳托加河
柳托加河（俄语：Река Лютога）或留多加川（日语：／）是萨哈林州的河流，源起米粗尔山脉，河道全長130公里，流域面積1,530平方公里，水流量31.7立方米每秒，河水主要來自融雪，最終注入阿尼瓦湾。